# Tribu de Siméon
La tribu de Siméon est une des douze tribus d'Israël. Cette tribu descend de Siméon, fils de Jacob et Léa. Dans le livre des Juges, cette tribu se lie à la tribu de Juda pour mener ensemble la conquête du sud du pays de Canaan et la prise de Jérusalem. 
Judith, l'héroïne du livre de Judith, est issue de cette tribu.

## Effectifs de la tribu de Siméon
Deux ans après la sortie d'Égypte, Moïse effectue un premier recensement et les descendants de Siméon sont au nombre de 59 300. Les descendants de Siméon forment une armée de 59 300 hommes.
Après la révolte de Coré, Dathan et Abiron, Moïse effectue un second recensement et les descendants de Siméon ne sont plus qu'au nombre de 22 200. Cette hécatombe est la conséquence de l'affaire de Kozbi où le prêtre Phinées fils d'Éléazar fils d'Aaron tue le Siméonite Zimri (en) fils du chef Salou ainsi que sa femme madianite Kozbi (en) fille du roi madianite Tsour (en). 
L'archéologue Donald Bruce Redford estime que les nombres donnés dans la Bible sont peu crédibles dans la mesure où ils sont trop grands.

## Territoire de la tribu de Siméon
Le territoire de la tribu de Siméon est à l'intérieur du territoire de la tribu de Juda.
Les villes de la tribu de Juda qui leur sont attribuées sont situées dans le désert du Neguev et sont citées dans le Livre de Josué : Beer-Sheba, Sheba (ou Shema), Molada, Hatsar-Shoual, Étsem, Eltolad (ou Tolad), Bethuel (ou Kesil), Horma (qui s'est d'abord appelée Tsephath et qui est située sur le chemin de Ma'aleh Aqrabbim), Beth-Markaboth, Hatsar-Sousa, Beth-Lebaoth (ou Lebaoth), Sharouhen (ou Shillim), Aïn (en), Rimmon, Éther, Ashân, Baalath-Béer (ou Baal), Rama (ou Ramoth).
Une de leurs villes devient une ville lévitique attribuée aux Aaronites : Aïn (en).
Pour Kenneth Anderson Kitchen, ces listes ne sont pas fiables.

## Membres de la tribu de Siméon
- Sheloumiël, le fils de Tsourshaddaï, est un chef de la tribu de Siméon lors de l'Exode hors d'Égypte[11],[12],[13],[14].
- Zimri (en), le fils de Salou, est un chef de la tribu de Siméon[15]. C'est le même personnage que le précédent d'après le Midrash Tanhouma.
- Shaphat, le fils de Hori, est envoyé en éclaireur au pays de Canaan avant sa conquête[16].
- Shemouël, le fils d'Ammihoud, est un chef de la tribu de Siméon lors du partage du pays de Canaan[17].
- Nahum d'Elqosh[18], le septième des douze petits prophètes, appartient à la tribu de Siméon[19].
- Habacuc, le huitième des douze petits prophètes, appartient à la tribu de Siméon[19]
- Sophonie le fils de Coushi le fils de Godolias le fils d'Amarias le fils d'Ézéchias, le neuvième des douze petits prophètes, appartient à la tribu de Siméon[19].
- Judith, l'héroïne du Livre de Judith, appartient à la tribu de Siméon[20].

## Symboles de la tribu de Siméon
Le symbole de Siméon représente une épée et la porte de Sichem (aujourd'hui Sh'khém alias Naplouse) en référence à l'épisode biblique où il a attaqué cette ville, avec son frère Lévi, en représailles du viol de leur sœur Dinah (Genèse 34).
Siméon est le 2e fils d'Israël. La pierre précieuse associée à Siméon sur le pectoral du grand prêtre est une topaze de couleur jaune (Exode 28:17).

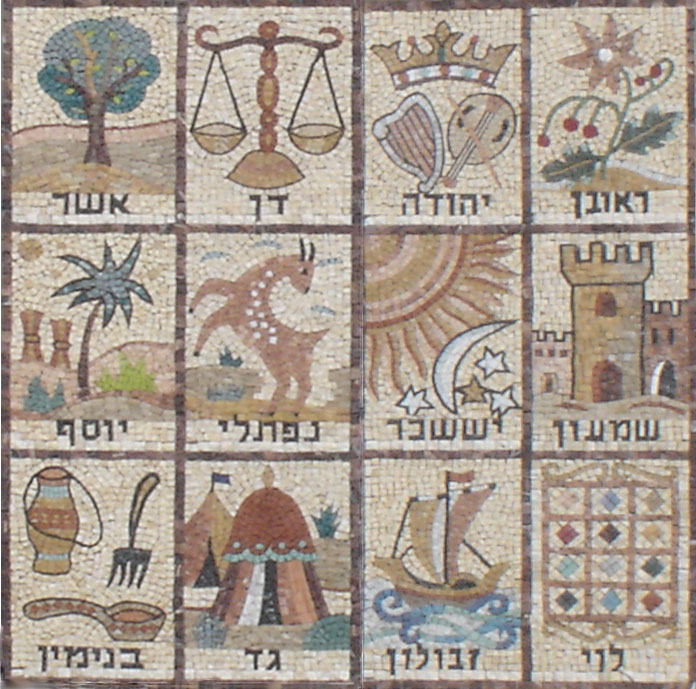
mosaïque où Siméon est symbolisé par la porte de Sichem
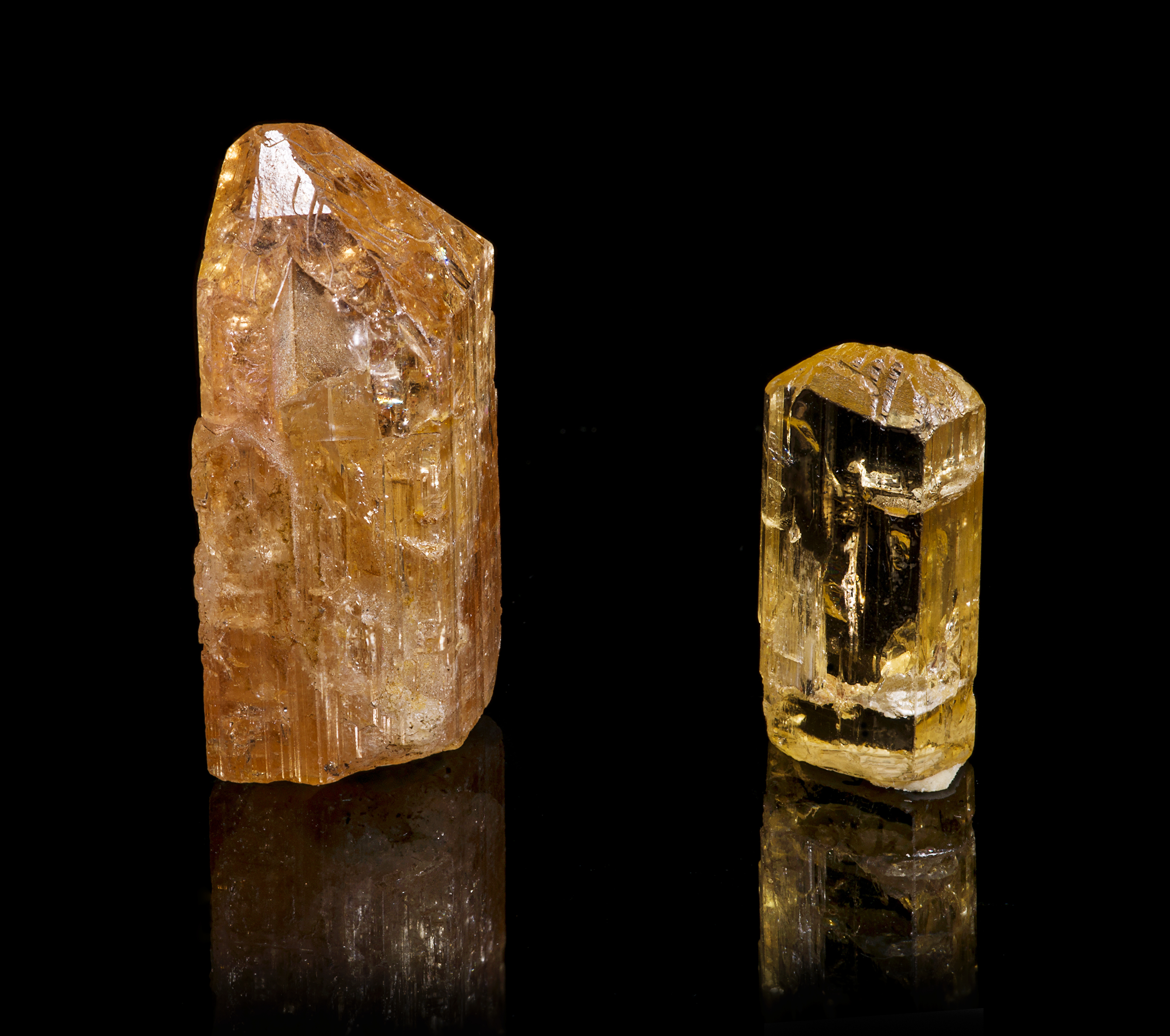
topaze